# Levie Hartog Geloga
Levie Hartog Geloga (Głogów, onbekend - Groningen, mei 1798) was een Poolse rabbijn en de eerste opperrabbijn van Groningen. 

## Biografie
Levie Hartog Geloga werd in het Poolse Głogów geboren onder zijn Hebreeuws-Jiddische naam Arje Leib ben Zwi Hirsch Jafe, zoon van rabbijn Zwi Hirsch uit de familie Jafe, een bekende Asjkenazisch-Joodse familie met veel rabbijnen en geleerden. Hij was al werkzaam als rabbijn in Amsterdam, waarschijnlijk verbonden aan de Grote Synagoge, voordat hij op 18 juli 1790 in Groningen benoemd werd. Op 21 augustus van dat jaar werd Geloga aangesteld, waarbij hij Psalm 25, vers 12 aanhaalde. Hij betrok in Groningen de onderwijzerswoning van de Joodse gemeente.
Zowel de Joodse Gemeente in Oude Pekela als die in Appingedam aanvaardden in 1792 de autoriteit van de stad en Groninger rabbijn. Zo wijdde hij in dat jaar ook de nieuwe synagoge van Oude Pekela in.
Geloga trouwde in 1797 met Bruintje Calmers uit Appingedam, een dochter van Calmer Arents, de belangrijkste bestuurder van de Appingedammer Joodse Gemeente. Hij overleed een jaar later in Groningen, alwaar hij begraven werd op de Joodse begraafplaats.